# 哈迪亚尔·贝恩斯
哈迪亚尔·贝恩斯（英語：Hardial Bains；1939年8月15日—1997年8月24日）是加拿大的一名左翼政治家。他出生在英属印度旁遮普邦，早年曾参加印度共产党下属的青年组织。后来，他移民加拿大，并在不列颠哥伦比亚大学学习微生物学。1970年，他创建了加拿大共产党（马列）。此后，他一直担任加拿大共产党（马列）的领袖，并坚持强硬的斯大林主义和反修正主义立场，直至去世。他曾先后支持斯大林和毛泽东，最后成为阿尔巴尼亚劳动党领袖恩维尔·霍查的坚定追随者。在他去世前夕，他一改以前尖锐批评菲德尔·卡斯特罗领导的古巴的做法，转而对其表示支持。贝恩斯一生中大部分时候都住在加拿大，也曾在英国、爱尔兰和印度参与政治活动。
贝恩斯被认为是国际霍查主义运动中的重要人物，他对不列颠革命共产党（马列）、特立尼达和多巴哥共产党和美国马列主义党等霍查主义政党影响很大，还指导创建了印度共产主义起义党。